# Kristen Campbell
Pour les articles homonymes, voir Campbell.
Kristen Campbell (née le 30 novembre 1997 à Brandon, dans la province du Manitoba) est une joueuse canadienne de hockey sur glace. Elle évolue au poste de gardienne de but dans la ligue élite féminine professionnelle. Elle remporte une médaille d'or olympique aux Jeux de Pékin en 2022. Campbell participe également en tant que réserviste au championnat du monde en 2021 où elle remporte la médaille d'or.

## Biographie
Kristen Campbell commence à jouer au hockey sur glace à neuf ans et est gardienne des buts à partir de douze ans.

### Carrière en ligue
Campbell intègre le championnat universitaire NCAA au cours de la saison 2015-2016, au sein de l'équipe des Fighting Hawks du Dakota du Nord, cependant elle reste sur le banc et n'affiche aucun départ. Pour la saison suivante, elle joue cinq matchs  en assurant le poste de gardienne réserviste. Fin 2017, les Fighting Hawks ferment leur programme de hockey féminin mais Campbell est invitée à intégrer les Badgers du Wisconsin en changeant d'université . Là bas, elle peut faire valoir ses qualités en occupant le poste de première gardienne, menant l'équipe à deux titres de division (2018 et 2020) et à la victoire du championnat en 2019 . Au niveau individuel, Campbell est sélectionnée à plusieurs reprises dans les équipes d'étoiles et nommée à deux reprises « meilleure gardienne » de la division WCHA. Elle est également finaliste du Trophée Patty-Kazmaier en 2018 .
A la fin de ses études, devant l'absence d'une ligue professionnelle canadienne, Campbell joue des matchs avec la Professional Women's Hockey Players Association (PWHPA), organisation ayant pour but de former une ligue professionnelle féminine mais dont la progression a été ralentie par la pandémie de Covid-19 .

### Carrière internationale
Elle est qualifiée en janvier 2022 pour participer aux Jeux olympiques d'hiver de 2022, à Pékin. Avec son équipe, elle franchit le tour préliminaire, remporte les quarts de finale face à la Suède, puis la demi-finale face à la Suisse, et la finale le 17 février contre les États-Unis par trois buts à deux, gagnant ainsi la médaille d'or olympique.

## Statistiques

### En club
| Saison    | Équipe                           | Ligue |    | Saison régulière | Saison régulière | Saison régulière | Saison régulière | Saison régulière | Saison régulière | Saison régulière | Saison régulière | Saison régulière | Saison régulière |   | Séries éliminatoires | Séries éliminatoires | Séries éliminatoires | Séries éliminatoires | Séries éliminatoires | Séries éliminatoires | Séries éliminatoires | Séries éliminatoires | Séries éliminatoires |
| Saison    | Équipe                           | Ligue | PJ | V                | D                | Pr/N             | Min              | BC               | Moy              | % Arr            | Bl               | Pun              | PJ               | V | D                    | Min                  | BC                   | Moy                  | % Arr                | Bl                   | Pun                  |                      |                      |
| 2015-2016 | Fighting Hawks du Dakota du Nord | NCAA  | 0  | 0                | 0                | 0                | 0                | 0                | 0                | 0                |                  | 0                |                  |   |                      |                      |                      |                      |                      |                      |                      |                      |                      |
| 2016-2017 | Fighting Hawks du Dakota du Nord | NCAA  | 5  |                  |                  |                  |                  |                  | 2,37             | 89,5             |                  |                  |                  |   |                      |                      |                      |                      |                      |                      |                      |                      |                      |
| 2017-2018 | Badgers du Wisconsin             | NCAA  | 38 |                  |                  |                  |                  |                  | 1,19             | 93,9             |                  |                  |                  |   |                      |                      |                      |                      |                      |                      |                      |                      |                      |
| 2018-2019 | Badgers du Wisconsin             | NCAA  | 41 | 35               | 2                | 4                |                  |                  | 1,03             | 94               | 11               |                  |                  |   |                      |                      |                      |                      |                      |                      |                      |                      |                      |
| 2019-2020 | Badgers du Wisconsin             | NCAA  | 31 | 24               | 3                | 4                |                  |                  | 1,82             | 91,2             | 4                |                  |                  |   |                      |                      |                      |                      |                      |                      |                      |                      |                      |

### En équipe nationale
| Année | Équipe          | Compétition                   |   | PJ | V | Min | BC | Moy  | % Arr | Bl | Pun               |  | Résultat |
| 2015  | Canada - 18 ans | Championnat du monde - 18 ans | 1 | 1  |   |     | 2  | 84,6 |       |    | Médaille d'argent |  |          |
| 2021  | Canada          | Championnat du monde          | 0 |    |   |     |    |      |       |    | Médaille d'or     |  |          |
| 2022  | Canada          | Jeux olympiques               | 0 |    |   |     |    |      |       |    | Médaille d'or     |  |          |